# Francisco Urcuyo Maliaños
Francisco Urcuyo Maliaños, né le 30 juillet 1915 à Rivas et mort le 14 septembre 2001 à Managua, est un médecin et homme d'État nicaraguayen.

## Biographie
Diplômé en 1944 de l'Université nationale autonome du Mexique (UNAM) à Mexico, il s'y installe comme chirurgien. Il commence une carrière politique en 1954 en étant élu député, puis devient sous-ministre de la Santé, puis vice-président de la République de mai 1967 à mai 1972 sous la présidence d'Anastasio Somoza Debayle. Dans un contexte de violences et d'affrontements entre le gouvernement et, principalement, le Front sandiniste de libération nationale, le président Somoza Debayle fuit le pays le 17 juillet 1979. Alors président du Congrès national (es), Urcuyo est élu président intérimaire par ses confrères, et ce, en conformité avec les dispositions de la Constitution de 1974. Assistant à la violence qui secouait le pays, l'Organisation des États américains et les États-Unis, par son ambassadeur nicaraguayen, anticipaient que le président nouvellement élu veille à la réconciliation nationale, à une transmission du pouvoir et en appelle à un cessez-le-feu.
Toutefois, au cours de sa brève présidence de 43 heures, Urcuyo déclare son intention de terminer le mandat de Somoza qui expire en mai 1981 et d'engager un dialogue avec les différentes forces politiques, en refusant cependant leur accession au pouvoir. Le nouveau directeur de la Garde nationale, le lieutenant-colonel Federico Mejía González l'appuie. Son appel est rejeté par les Sandinistes. Le même jour, les ministres des Affaires étrangères de l'Équateur, du Venezuela et du Pérou, pays membres du Pacte andin, se réunissent à San José au Costa Rica et s'opposent à la déclaration d'Urcuyo, tout comme la plupart des autres pays latino-américains, ainsi que l'administration Carter aux États-Unis.
Dans la matinée du 18 juillet, Sergio Ramírez, Alfonso Robelo, et Violeta Barrios de Chamorro, quittent San José et rejoignent à León, Daniel Ortega Saavedra et Moisés Hassan Morales. Ils sont reconnus par la communauté internationale comme le gouvernement légitime de la République la même journée. Abandonné par tous, Urcuyo quitte Managua et part en exil au Guatemala.
À son retour au Nicaragua au cours des années 1990, il reste à l'écart de la politique. Il meurt des suites d'un infarctus à l'âge de 86 ans et est enterré dans sa ville natale.